# Tianjin Seagull

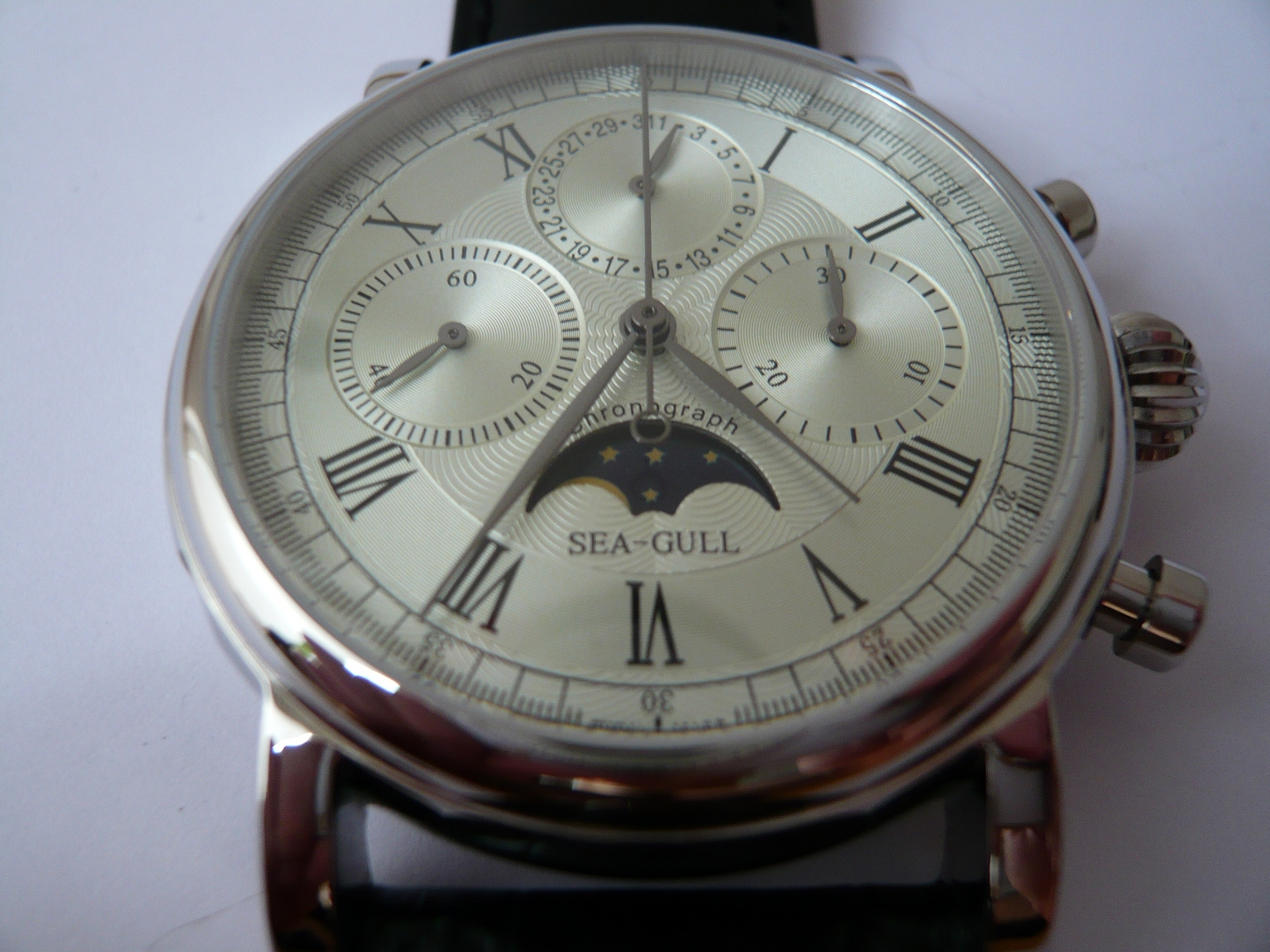
Chronograf Sea-Gull M199S

Tianjin Seagull Watch Group Co. Ltd. (čínsky znaky zjednodušené 天津中鸥表业集团有限公司) je čínský výrobce hodinek (nejčastěji značené Sea-Gull). Jedná se se s 3,7 miliony vyrobenými kalibry (2010) o největšího výrobce mechanických hodinových strojků na světě (vyrábí okolo čtvrtiny roční produkce všech strojků). V Tchien-ťinu vznikl výrobce hodinek v roce 1955. Výrobce produkoval hodinky se značkou WuXing (doslova „pět hvězd“, 1955–1958) a WuYi („5-1“, tedy 1. máje, 1958–1966), DongFeng („východní vítr“, 1966–1974), v roce 1974 zavedená značka Sea-Gull („racek“) snad souvisel z obavy příliš politického „Východního větru“ (výrobce začal po roce 1974 exportovat).
Významnými výrobky společnosti byl kalibr ST5 vyráběný od roku 1965 a který představuje první strojek plně navržený v Číně. Na konci 80. let Sea-Gull otevřel provoz v Hongkongu a zde produkoval masovou produkci levných strojků pro cizí výrobce hodinek. V letech 1992–1997 společnost produkovala výhradně quartzové strojky, poté se vrátila k mechanickému pohonu. Po roce 2000 slavil Sea-Gull další úspěchy na technologickém poli, v roce 2003 představil kvalitní mechanický chronograf (kalibr ST19), záhy zvládl montáž komplikace tourbillon (kalibr ST80).